# 아키모토 카오루
아키모토 카오루(일본어: 秋元 薫, 1964년 6월 5일 ~ )는 일본의 여성 가수이자 작사가이다.

## 약력
- 1980년: 미야기현 제1여자고등학교(宮城県第一女子高等学校) 입학. 밴드 활동 시작.
- 1983년: 아오야마 가쿠인 대학 입학. 밴드 활동을 계속하며 마츠토야 유미의 투어에 코러스로 참여.
- 1985년 12월 16일: 타카하시 루미코 원작의 《파이어 트리퍼》(炎トリッパー) OVA 주제가인 싱글 〈패러독스〉(일본어: パラドックス 파라돗쿠스[*])로 데뷔.
- 1986년 3월 21일: 앨범 《쾰른》(Cologne, 일본어: コロン 고론[*]) 발표.
- 1989년: (밴드 카시오페아의) 사쿠라이 테츠오(櫻井哲夫) 및 진보 아키라와 함께 보컬 밴드 샴바라(SHAMBARA, 일본어: シャンバラ)에서 활동.
- 1990년 이후로는 다른 가수의 작사 및 작곡을 하고 있다.